# Kasteel Libermé

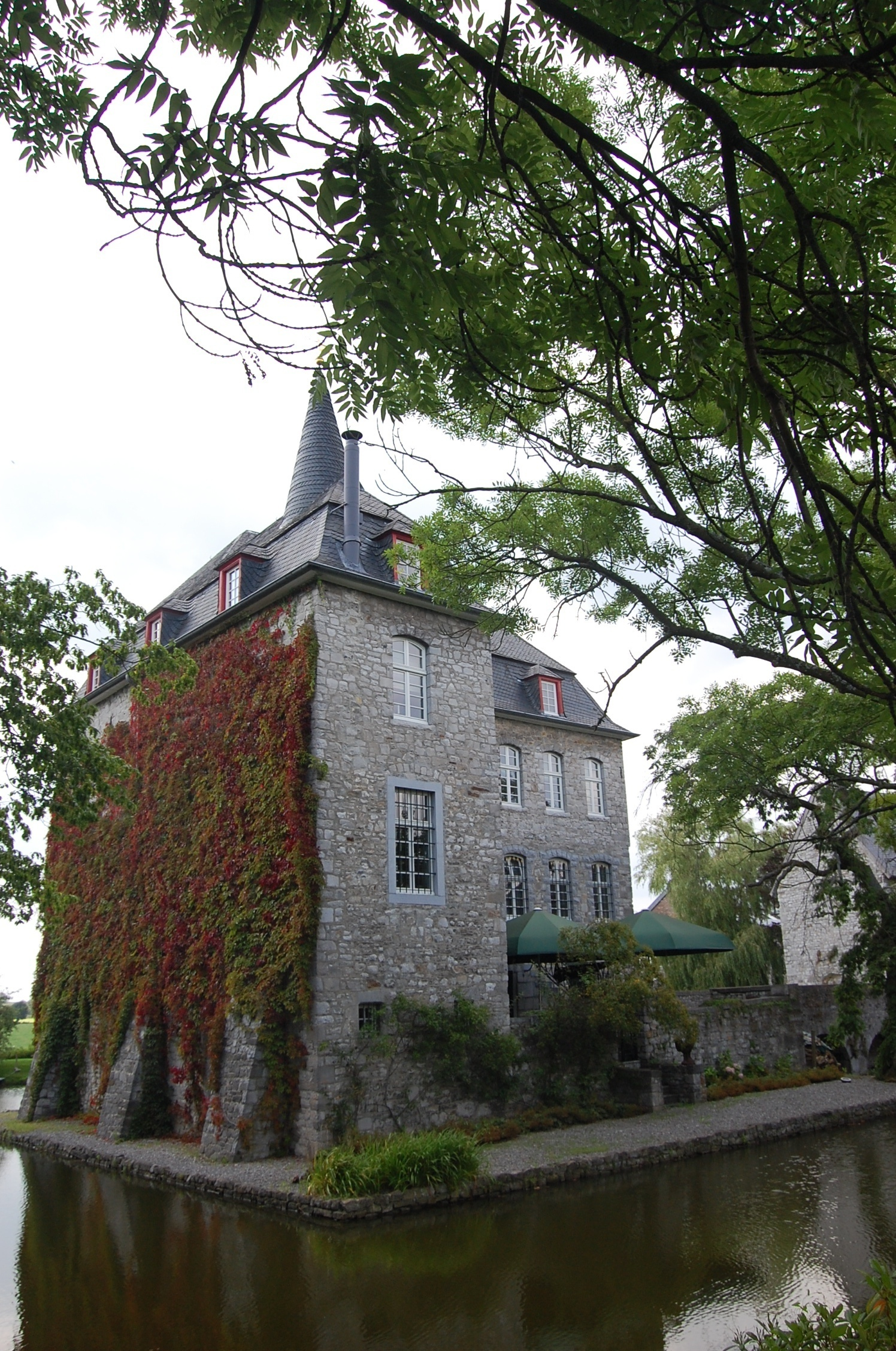
Hoofdgebouw

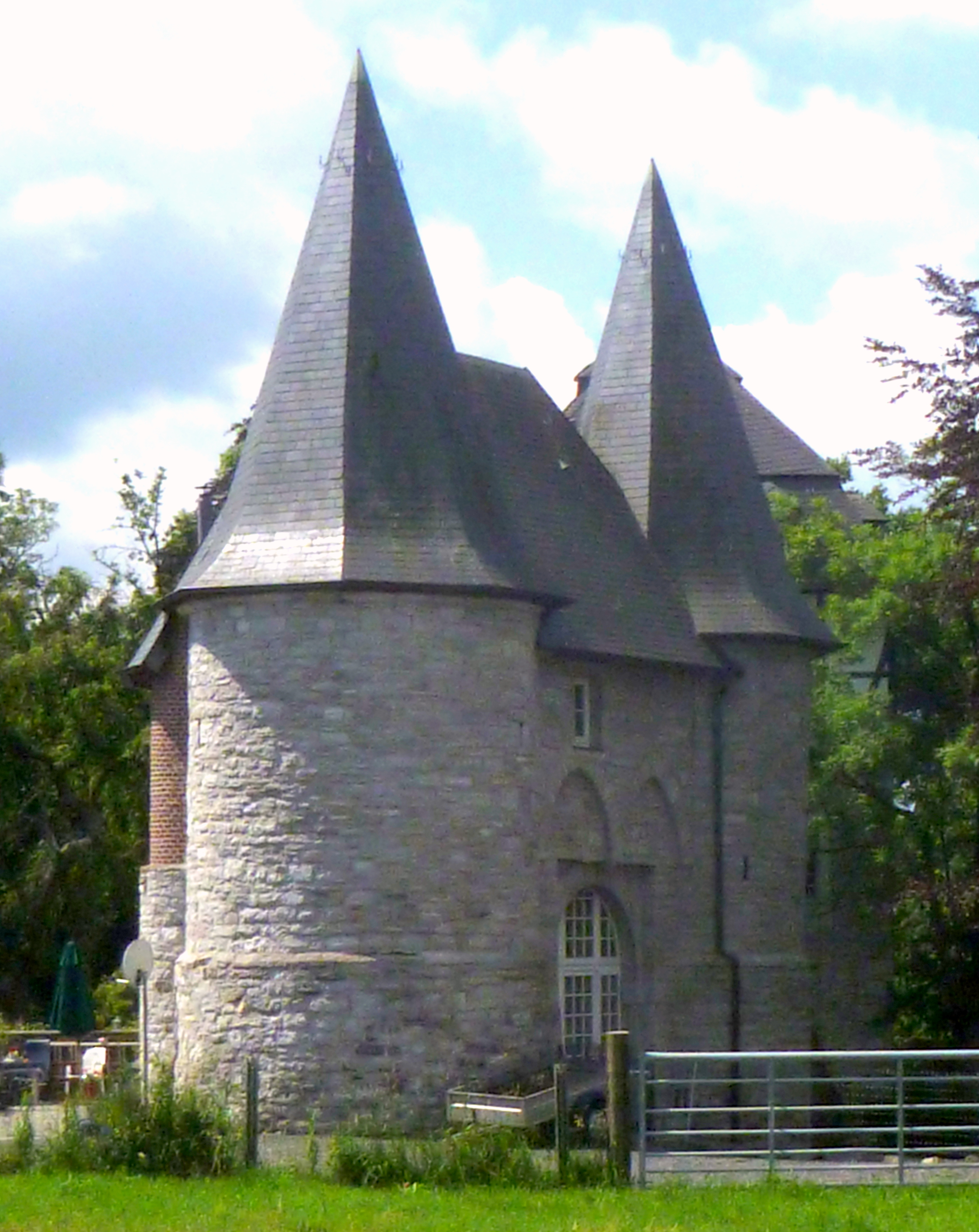
Poortgebouw

Het Kasteel Libermé (Schloss Libermé) is een kasteel in de tot de Belgische gemeente Eupen behorende plaats Kettenis, gelegen aan de Aachener Straße.
De naam Libermé staat voor het Latijn: Libera me (bevrijd me).

## Geschiedenis
Het kasteel werd voor het eerst vermeld in 1334, en het was toen een leen van het Onze-Lieve-Vrouwekapittel te Aken. In 1346 werd ene Arnold von Libermé als eigenaar vermeld. Tot midden 15e eeuw was het kasteel in bezit van deze familie, daarna volgden meerdere eigenaren. Ene Hermann von Batenburg heeft vanaf 1534 het kasteel vernieuwd en voorzien van een voorhof en een boerderij. In 1684 werd het kasteel door Franse troepen verwoest en herbouwd door de familie De Halley. In 1750 werd het kasteel door brand getroffen. Nu werd het herbouwd door de gebroeders De Royer. De ophaalbrug werd hierbij door een stenen brug vervangen. Vanaf 1918 liet Anna Maria Theresia Suermond het kasteel opnieuw renoveren. Het werd toen verhoogd en er kwam een mansardedak. In de jaren '60 van de 20e eeuw kwam er een restaurant in het kasteel, en vanaf 1996 enkele belastingtechnische ondernemingen, terwijl er sindsdien ook kamermuziekconcerten ten gehore werden gebracht.

## Gebouw
Het eigenlijke kasteel is een geheel omgracht L-vormig complex, uitgevoerd in breuksteen. De bel-etage wordt bereikt door een buiten aangebrachte stenen trap. Via de stenen brug (1756) wordt de voorhof bereikt, welke bestaat uit twee boerderijen met schuren en stallingen, en een poortgebouw van 1534, dat geflankeerd wordt door twee zware ronde torens en dat uitgevoerd is in breuksteen.